# Kanzel (La Clisse)

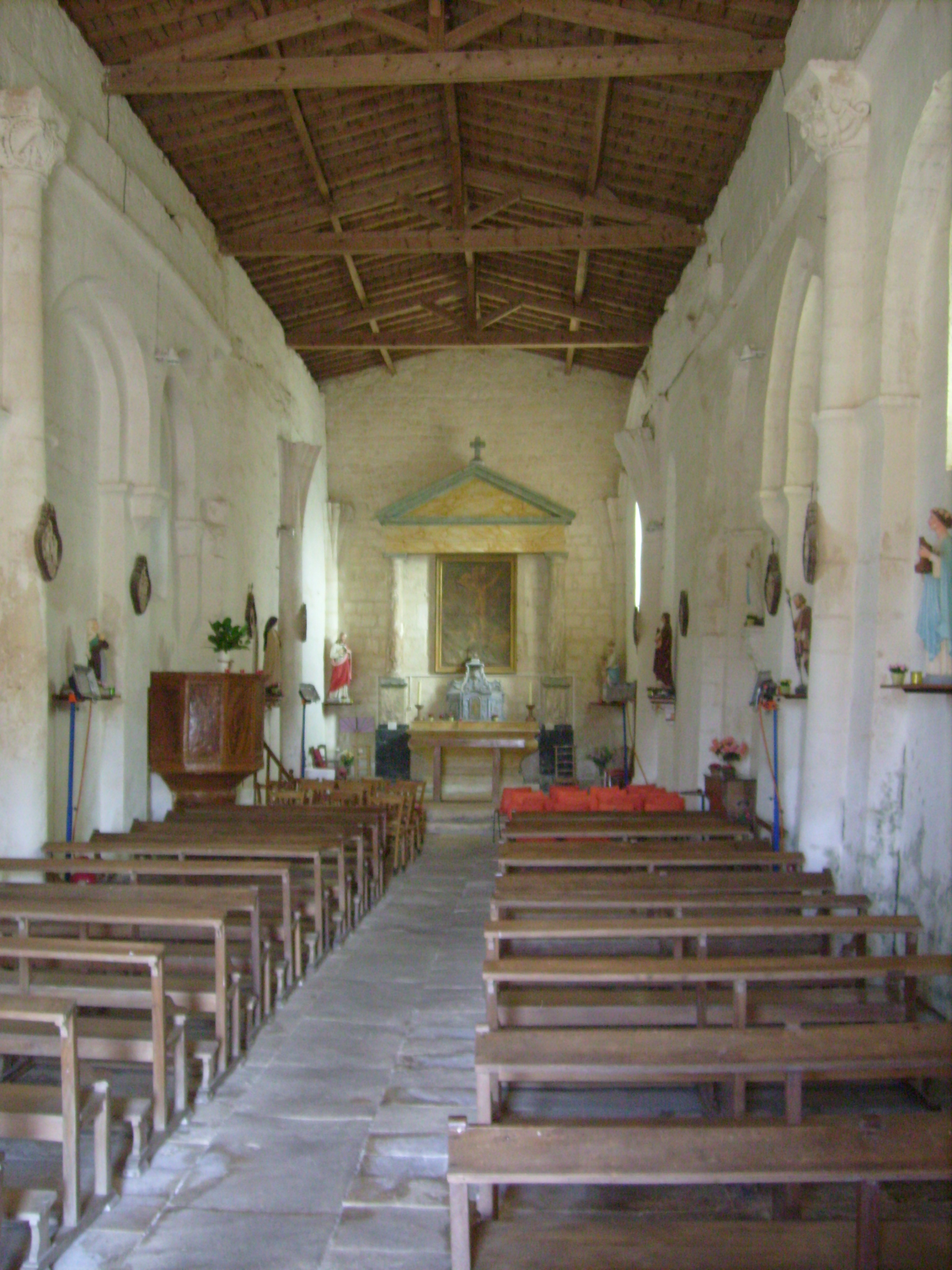
Kanzel in La Clisse

Die Kanzel in der Kirche Ste-Madeleine in La Clisse, einer französischen Gemeinde im Département Charente-Maritime der Region Nouvelle-Aquitaine, wurde im 18. Jahrhundert geschaffen. Die Kanzel aus Stein wurde 1981 als Monument historique in die Liste der geschützten Objekte (Base Palissy) in Frankreich aufgenommen.
Die Kanzel besteht lediglich aus einem Kanzelkorb, der auf einem Sockel steht. Der Kanzelkorb ist mit Reliefs dekoriert.